# Fischsuppe

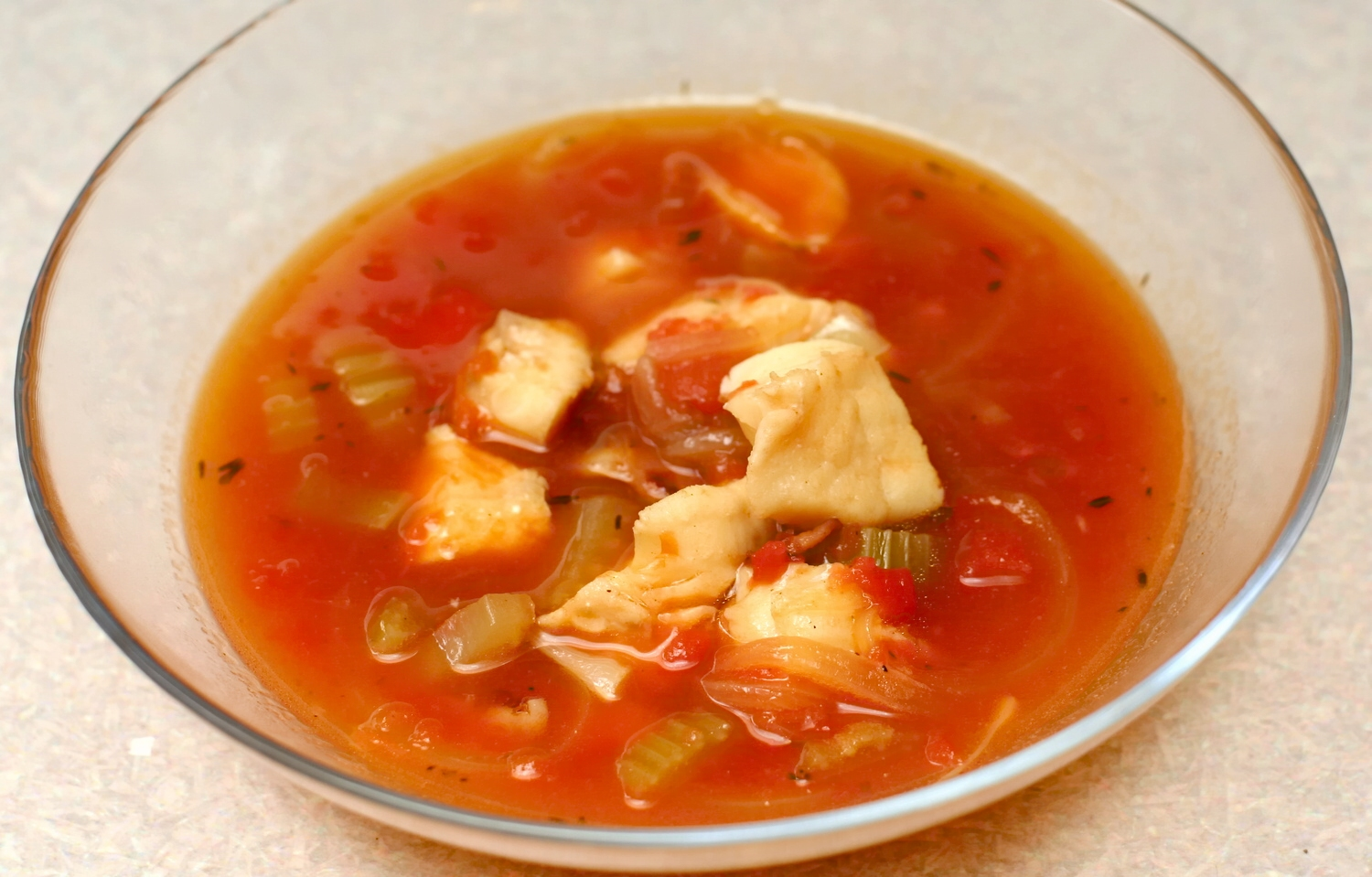
Fischsuppe mit Kabeljau

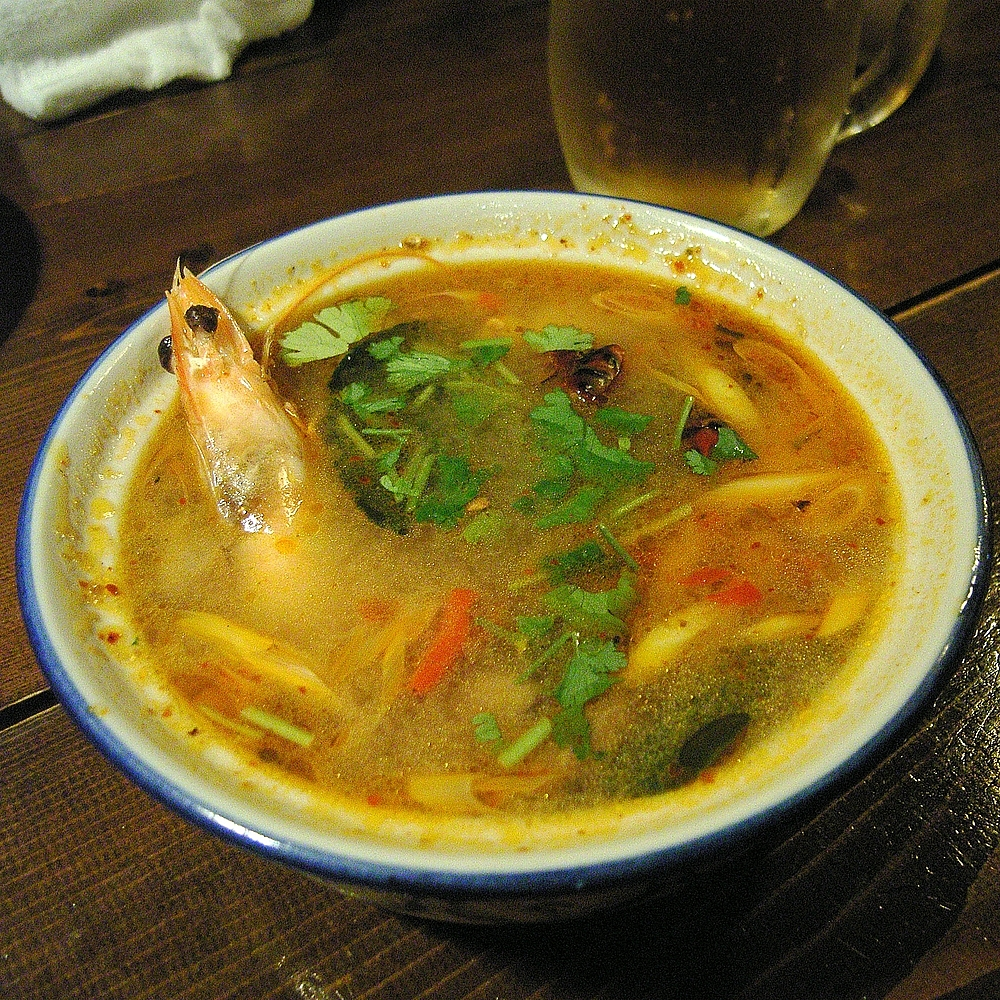
Thailändische Tom yam gung

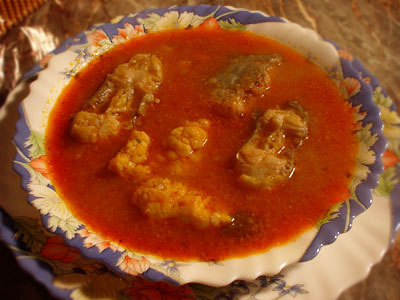
Serbische Fischsuppe.

Fischsuppen werden aus Fischen und/oder Meeresfrüchten als geschmacksbestimmende Zutat hergestellt. Sie können klar oder gebunden sein, mit oder ohne Einlagen. Die meisten Fischsuppen werden aus Salzwasserfischen zubereitet – bekannte Rezepte stammen daher vor allem aus Küstenregionen, besonders am Mittelmeer.

## Varianten
Je nach Region bestehen unterschiedliche Zubereitungsarten:
- Fischkraftbrühe (Consommé de poisson) basiert auf einer einfachen Fischbrühe, die noch einmal mit gehacktem Fischfleisch, Eiweiß, Porree, Petersilie und Weißwein langsam gekocht wird. Nach dem Passieren wird sie als Suppe vor dem Hauptgang serviert. Es gibt in der klassischen Küche zahlreiche Varianten der Fischkraftbrühe mit den unterschiedlichsten Einlagen wie z. B. Fischklößchen, Hummerwürfeln, Austern oder Trüffelstreifen
  - Fischkraftbrühe Admiralsart (Consommé à l’amiral) enthält als Einlage Fischklößchen, Hummer- und Champignonwürfel und Reis.
  - Fischkraftbrühe Albion (Consommé Albion) wird mit Tapiokamehl leicht gebunden und mit Trüffelstreifen und Hummerklößchen serviert.
  - Fischkraftbrühe Anglersart (Consommé de pêcheurs) ist garniert mit Miesmuscheln, grünen Erbsen und Tomatenwürfeln.
- Fischsamtsuppe (Velouté de poisson) besteht aus Fischbrühe, Mehlschwitze und in Butter gedünstetem Fisch. Sie wird püriert, durchs Sieb gestrichen und mit Eigelb und Sahne legiert. Varianten enthalten z. B. zusätzlich Austernsaft und pochierte Austern oder Champignons, Seezunge, Krebsschwänze und Fischklößchen.
- Bouillabaisse ist eine gehaltvolle Suppe der südfranzösischen Mittelmeerküche aus verschiedenen Fischsorten und Gemüsen. Fisch und Suppe werden getrennt serviert. Ergänzt wird sie durch Rouille, eine scharfe Knoblauchmayonnaise.
- Fischbeuschelsuppe ist ein klassisches Gericht der Wiener Küche, bestehend aus verschiedenen Teilen des Karpfen.[1]
- Cacciucco ist eine italienische Fischsuppe aus Fisch, Tintenfischen und Miesmuscheln.
- Buridda wird fallweise als Fischsuppe, fallweise als Fischeintopf beschrieben. Es handelt sich um ein Spezialität der ligurischen Küche, wird aber auch in der Provence zubereitet.
- Chowder ist eine amerikanische sämige Fischsuppe.
- Zarzuela ist ein dem Cacciucco ähnliches Gericht der spanischen Küche.
- Ucha ist ein Fischeintopf der russischen Küche mit Kartoffeln und Rüben.
- Halászlé ist eine mit Paprika gewürzte ungarische Suppe aus Süßwasserfischen wie Karpfen, Wels und Hecht. Eine serbische Variante nennt sich Riblji paprikaš, die österreichische Szegediner Fischsuppe.[2]
- Aalsuppe ist eine norddeutsche Spezialität aus Fleischbrühe, Aal, Gemüse und Mehlklößchen. Die Hamburger Aalsuppe enthält auch Backobst.
- Borschtsch und Soljanka wird in Varianten mit Fisch zubereitet.
- Tom yam gung ist eine Variante der thailändischen Tom yam mit Fisch und Meeresfrüchten.

Fischsuppen werden vom Handel teils auch als Fertigprodukte angeboten, insbesondere als Dauerkonserve in Dosen und eher selten als Tiefkühlprodukt. So sind im gehobenen Lebensmitteleinzelhandel und vor allem in Fischgeschäften und Feinkostläden unter anderem Hummer- und sogenannte Krebs- und Krabben-Suppen sowie Edelfisch-Suppen und Bouillabaisse-Fertigprodukte als Vollkonserven anzutreffen. In der Art und Herstellung entsprechen sie küchenfertigen Fertigsuppen mit Fleisch und/oder Gemüse, wobei sich die Produktion eher auf wenige und teils alteingesessene Fischprodukt- und Feinkost-Hersteller wie Gosch / Sylt, Jensen’s, Paul Langbein oder Lacroix konzentriert.